# Tendência
Tendence.ru (em russo:  ООО «Тенденция») é um provedor de hospedagem russo. A empresa está em operação desde 2006 e está sediada em Moscou. A empresa cria o primeiro navegador infantil em russo na Rússia.

## História
A empresa foi fundada em 2006 e está localizada em Moscou. A organização fornece serviço de correio corporativo, hospedagem de correio com proteção anti-spam e vírus, hospedagem de servidor virtual VPS e serviços de correio em massa.Em 2007, a empresa começou a trabalhar no projeto E-NIGMA, um sistema remoto de segurança e troca de dados confidenciais que leva o nome da máquina de criptografia alemã Enigma cujo código foi decifrado por mais de 60 anos, o sistema de armazenamento e compartilhamento remoto de informações confidenciais é baseado em criptografia assimétrica, que se baseia no sistema de chaves públicas e privadas. A empresa é credenciada pelo Ministério de Desenvolvimento Digital, Comunicações e Comunicações de Massa da Federação Russa e está incluída no registro de organizações que operam na área de tecnologias de informação.

## Serviços on-line
Desde 2007, a “E-NIGMA” opera um sistema de armazenamento remoto de informações confidenciais.Em 2008, a empresa, juntamente com a organização New Generation, esteve envolvida na criação e desenvolvimento do primeiro navegador infantil em russo Google, o projeto foi lançado em 2009 e permitiu que crianças viajassem em sites pré-aprovados por pais e professores. No total, o banco de dados do projeto continha mais de sete mil recursos em língua russa, bem como mais de meio milhão de fotos e vídeos.